# Alla våra ligg
Alla våra ligg är ett före detta poddradioprogram med sexualitet som tema. Det startades 2016 av Amanda Colldén och Anna Dahlbäck, som drev det fram till 2021. Från hösten 2021 var Matilda Carleson och Alexandra Rejsmar nya programledare, och de drev podden fram till nedläggningen i mars 2023. Podden producerades av Bauer Media.

## Innehåll
Alla våra ligg presenterade sig som en podd om "sex, sexualitet och att äga sina val", var är i antal lyssnare länge mest populära "sexpodden" i Sverige. Ibland var gamla "ligg" till Colldén och Dahlbäck med som gäster, ibland pratades det om kukkomplex och ibland om olika lust i relationer. Podden var frispråkig och utlämnande, och programledare talade ofta omkring sina sexliv och sexuella erfarenheter – positiva som negativa.
Podden producerades av Bauer Media, där Colldén tidigare arbetat som säljare mot influerare. Dahlbäck är Colldéns barndomskompis, och de har känt varandra sedan femte klass i grundskolan. Podden fick sitt namn efter att man de första åren återkommande hade programledarnas tidigare partner som gäster i programmet. Vid ett antal tillfällen hade även duons nuvarande pojkvän respektive make (Anna Dahlbäck gifte sig med sin Marcus under 2020) varit gäster alternativt inhoppande programledare.
Bland de inbjudna gästerna har funnits sexarbetare, författare, porrmotståndare, porrmissbrukare och BDSM-utövare. Dessutom besöktes den av en blandning av lyssnare och privatpersoner med olika ingångar till diverse sexuella fenomen, problem och möjligheter.

## Historik

### Med Amanda och Anna
Under de första 29 avsnitten framträdde programledarna via signaturerna "Linnea" och "Ella", alternativt "Saga" och "Linnea". De avslöjade sina personliga identiteter i samband med en direktinspelad podd inför publik.
Alla våra ligg var en kommersiell podd, där varje avsnitt hade en huvudsponsor och där man återkommande recenserade sexleksaker. I februari 2018 lanserades Liggboxen, en prenumerationstjänst som varannan månad skickar ut en låda med utvalda sexleksaker och andra sexhjälpmedel till abonnenterna. 2019 presenterade programledarduon Kom du?, en bok med fokus på "orgasmglappet" – ett påstående att fler män än kvinnor får orgasm vid samlag.
Podden nådde tidigt en position som den mest lyssnade inom segmentet "sexpoddar" i Sverige. 2018 fick man motta pris som Årets podd på radiobranschens Guldörat-gala. Året före hade man även lanserat en kortlivad videoblogg på Youtube, och under hösten samma år deltog Colldén och Dahlbäck i SVT Edit-serien Riktigt bra sex.
Under coronaåren 2020 lanserades även sidopodden Alla era frågor. Den producerades som knappt 10 minuter långa avsnitt, där en lyssnarfråga per gång togs upp och besvaras. Förutom att ge sina egna svar hade Colldén och Dahlbäck sökt svar på Internetforum som Flashback och Familjeliv, liksom även expertsvar som publicerats på Internet. Inledningsvis producerades podden dagligen, men senare har den haft en lite lägre frekvens.
Hösten 2021 nådde podden cirka 35 000 lyssnare per vecka. Vecka 48 under 2020, en vecka efter avsnittet där Colldén avslöjat resultatet av en sedan länge planerad trekant, nåddes drygt 80 000 lyssnare. Vecka 26 samma år pratade den inbjudna gästen Simon Häggström om prostitution, vilket denna vecka lockade 50 000 lyssnare.

### Fortsättning
Sommaren 2021 skedde en rekrytering av en ny programledarduo till podden, i samband med att både Colldén och Dahlbäck ungefär samtidigt fått barn. Alexandra Rejsmar och Matilda Carleson arbetade då i en erotikbutik i Norrköping och var inte obekanta med poddens flora av frågeställningar.
Podden fortsatte produceras med veckovisa avsnitt fram till mars 2023. 23 mars 2023 släpptes det sista avsnittet, efter att man under början av året fått minskat räckvidd från cirka 20 000 till knappt 10 000 veckovisa lyssnare.
Våren 2021 startade de då gravida Colldén och Dahlbäck den nya podden Gravid.

## Sidoprodukter
Alla våra ligg har utöver podden också olika produkter och tjänster under sitt varumärke.
- Liggboxen – prenumerationstjänst för sexleksaker, tips och inspiration.
- Boken Kom du? Alla våra tankar om kvinnlig njutning och fejkade orgasmer[16] (2019)
- Föreläsningar
- Livepoddar
- Riktigt bra sex – en webb-tv-serie på SVT Edit tillsammans med Isabelle Walff (2017).[17]

## Utmärkelser och nomineringar
- Årets podcast på Guldörat 2018[6]
- Nominerad som årets podcast på Guldtuben 2018[18]
- Nominerad som årets podcast på Iconfest 2018